# Drosophila schineri
Drosophila schineri este o specie de muște din genul Drosophila, familia Drosophilidae, descrisă de Guido Pereira și Vilela în anul 1987. Conform Catalogue of Life specia Drosophila schineri nu are subspecii cunoscute.